# SSP (소프트웨어)
SSP는 윈도에서 작동하는 우카가카 베이스웨어 (호환 애플리케이션)이다. 2001년 2월 9일에 DOIchan!이 개발을 표명하고 같은 해 2월 21일에 데모 버전(Phase 00.01)이 공개되었다. 일단 2002년 4월 15일에 DOIchan!이 개발 철퇴를 선언하고 배포를 중단하지만 그 다음날 Chameleon Ponapalt가 프로젝트를 이어받아 지금까지도 계속 개발 중이다. 한국어 언어 패키지와 중국어 언어 패키지도 존재한다.

## 같이 보기
- 우카가카